# مارتين موراليس
مارتين موراليس (بالإسبانية: Martín Morales)‏ (30 نوفمبر 1978 بمونتفيدو في الأوروغواي - ) هو لاعب كرة قدم أوروغواني في مركز الوسط. لعب مع ديبورتيس أنتوفاغاستا وكوكوتا ديبورتيفو ‏.

## وصلات خارجية
- مارتين موراليس على موقع قاعدة بيانات كرة القدم.إي يو (الإنجليزية)
- مارتين موراليس على موقع Soccerway.com (الإنجليزية)